# ديفيج شاران
ديفيج شاران مواليد 2 مارس 1986 في دلهي، هو لاعب كرة مضرب هندي بدأ مسيرته كمحترف سنة 2004 يلعب باليد اليسرى. أعلى تصنيف له في الفردي كان المركز الـ 438 في سنة 2007. أعلى تصنيف له في الزوجي كان المركز الـ 63 في سنة 2014.

## النهائيات

### الزوجي: 1 (1–0)
| الحصيلة | الرقم | التاريخ       | الدورة                           | الأرضية | الشريك     | المنافس                          | النتيجة            |
| ------- | ----- | ------------- | -------------------------------- | ------- | ---------- | -------------------------------- | ------------------ |
| الفوز   | 1.    | 20 يوليو 2013 | كلارو المفتوحة، بوقوتا، كولومبيا | صلبة    | راجا بوراف | إدوارد روجيه فازلين إيغور سيسلنغ | 7–6(7–4), 7–6(7–3) |

## الخط الزمني للزوجي
مفتاح
| ف | ن | ن.ن | ر.ن | د# | د.م | ل | أ.أ | ت | غ | ب | ف | ذ | م.خ | ل.ت |

(ف) فاز بالبطولة (ن) وصل النهائي (ن.ن) نصف النهائي (ر.ن) ربع النهائي (د#) الأدوار الأربعة الأولى (د.م) دور المجموعات (ل) شارك في كأس ديفيز (أ.أ) خرج من الأدوار الاولى (ت) خسر التصفيات التأهيلية (غ) غاب عن الحدث أو البطولة (ب) حصل على ميدالية برونزية (ف) حصل على ميدالية فضية (ذ) حصل على ميدالية ذهبية (م.خ) بطولة الماسترز خُفضت إلى مرتبة أقل (ل.ت) البطولة لم تعقد في السنة المعينة.
لتجنب الارتباك وازدواجية الحساب، يتم تحديث هذه المعلومات إما في نهاية البطولة، أو عندما تكون مشاركة اللاعب في البطولة قد انتهت.
| الدورة            | 2013 | 2014 | ف-خ |
| ----------------- | ---- | ---- | --- |
| أستراليا المفتوحة | غ    | د1   | 0–1 |
| فرنسا المفتوحة    | غ    | د1   | 0–1 |
| بطولة ويمبلدون    | د1   | د1   | 0–2 |
| أمريكا المفتوحة   | د3   |      | 2–1 |
| فوز-خسارة         | 2–2  | 0–3  | 2–5 |

## الميداليات
| الميدالية | المسابقة                   |
| --------- | -------------------------- |
| برونزية   | دورة الألعاب الآسيوية 2014 |

## روابط خارجية
- ديفيج شاران على موقع رابطة محترفي التنس (الإنجليزية)
- ديفيج شاران على موقع الاتحاد الدولي لكرة المضرب (الإنجليزية)
- ديفيج شاران على موقع كأس ديفيز (الإنجليزية)
- ديفيج شاران على موقع خلاصة التنس.كوم (الإنجليزية)
- ديفيج شاران على موقع إي إس بي إن.كوم (الإنجليزية)